# قائمة باشوات مصر
هذه قائمة بأسماء من حملوا لقب باشا في مصر بين عامي 1915 و1952 (العام الذي ألغيت فيه الألقاب المدنية). القائمة مبنية على إحصاءي عام 1937 وعام 1952، ولا تشمل من توفوا قبل إجراء الإحصاءين المذكورين.

## أ
| الاسم                 | المنصب أو المهنة                   | تاريخ الحصول على الباشوية |
| --------------------- | ---------------------------------- | ------------------------- |
| إبراهيم دسوقي أباظة   | وزير المواصلات                     | 6 مايو 1946               |
| إبراهيم رشاد          | وكيل وزارة الشؤون الاجتماعية       | 6 مايو 1951               |
| إبراهيم شوقي          | وزير الصحة العمومية                | 15 ديسمبر 1949            |
| إبراهيم عامر          | تاجر                               | 15 فبراير 1937            |
| إبراهيم عبد السيد     | أستاذ بمدرسة الطب بالإسكندرية      | 15 فبراير 1937            |
| إبراهيم عبد الهادي    | رئيس الوزراء                       |                           |
| إبراهيم عويس          | من الأعيان                         | 7 أبريل 1951              |
| إبراهيم فرج           | وزير الشؤون الاجتماعية             | 6 مايو 1951               |
| إبراهيم فهمي          | وكيل وزارة الأوقاف                 | 26 مارس 1925              |
| إبراهيم فهمي كريم     | وزير الأشغال العمومية              | 10 أكتوبر 1930            |
| إبراهيم فهمي المنياوي | أستاذ بمدرسة الطب                  | 15 فبراير 1937            |
| إبراهيم مجدي          | أستاذ بمدرسة الطب                  | 16 يناير 1952             |
| إبراهيم يونس          | رئيس محكمة القاهرة                 | 15 فبراير 1937            |
| أبو بكر يحيى          | مستشار بمحكمة الاستئناف الأهلية    | 9 أكتوبر 1921             |
| أتربي أبو العز        | رئيس محكمة الاستئناف               | 15 فبراير 1937            |
| أحمد توفيق            | مفتش بمصلحة الصحة                  | 9 أكتوبر 1923             |
| أحمد جاد الرب         | من أعيان أسيوط                     | 26 أكتوبر 1925            |
| أحمد حسين             | وزير الشؤون الاجتماعية             | 6 مايو 1951               |
| أحمد حلمي             | نائب رئيس محكمة الاستئناف          | 6 مايو 1951               |
| أحمد حمدي سيف النصر   | وزير الزراعة                       | 19 مايو 1936              |
| أحمد حمدي محبوب       | وكيل وزارة الداخلية                | 12 ديسمبر 1940            |
| أحمد حمزة             | وزير التموين                       | 6 مايو 1951               |
| أحمد حيدر مدحت يكن    | من الأعيان                         | 8 نوفمبر 1915             |
| أحمد راغب بدر         | مستشار بمحكمة الاستئناف الأهلية    | 9 أكتوبر 1920             |
| أحمد رفعت الروزنامجي  | من أعيان القاهرة                   | 11 أبريل 1926             |
| أحمد زكي سعد          | محافظ البنك المركزي                | 21 مايو 1951              |
| أحمد شفيق             | أستاذ بمدرسة الطب                  | 23 أبريل 1941             |
| أحمد صديق             |                                    | 5 يونيو 1946              |
| أحمد صفوت             | رئيس محكمة الاستئناف بالإسكندرية   | 6 أبريل 1950              |
| أحمد عبد الغفار       | وزير الزراعة                       | 11 فبراير 1941            |
| أحمد عبد الوهاب       | وكيل وزارة المالية                 | 28 أكتوبر 1930            |
| أحمد عبود             | رجل أعمال                          | 14 فبراير 1931            |
| أحمد علي علوبة        | من أعيان الغربية                   | 10 أكتوبر 1949            |
| أحمد فريد محمد        | من أعيان الغربية                   | 13 مارس 1941              |
| أحمد فهمي إبراهيم     | نائب رئيس محكمة الاستئناف          | 6 مايو 1951               |
| أحمد فهمي حسين        | مدير أسيوط                         | 23 يوليو 1931             |
| أحمد فؤاد صادق        | قائد عسكري بحرب فلسطين             | 10 مارس 1949              |
| أحمد القرشي           | من أعيان أسيوط                     | 3 يناير 1945              |
| أحمد كامل             | وزير التجارة والصناعة              | 15 فبراير 1938            |
| أحمد لطفي السيد       | مدير جامعة فؤاد الأول              | 26 مارس 1936              |
| أحمد محمد إبراهيم     |                                    | 6 مايو 1951               |
| أحمد محمد حسانين      | وزير مفوض                          | 8 أغسطس 1936              |
| أحمد محمد حسن         | رئيس محكمة الاستئناف               | 13 نوفمبر 1949            |
| أحمد محمد خشبة        | وزير الدفاع الوطني                 | 26 مارس 1926              |
| أحمد محمد النقيب      | مدير مستشفى المواساة بالإسكندرية   | 8 ديسمبر 1943             |
| أحمد مصطفى عمرو       | من أعيان أسيوط                     | 23 يوليو 1931             |
| أحمد مظلوم            | نائب رئيس محكمة الاستئناف          | 15 أكتوبر 1949            |
| أحمد نجيب             | تاجر                               | 9 أغسطس 1945              |
| أحمد نجيب الهلالي     | وزير المعارف العمومية              | 12 مايو 1942              |
| إدجار فيليب جلاد      | صاحب مؤسسة صحفية                   | 29 يوليو 1949             |
| إدوارد هنري جروجان    | مدير مصلحة السجون                  | 9 أكتوبر 1921             |
| أراكل نوبار           | من أعيان القاهرة                   | 26 أغسطس 1936             |
| إسحق حسين             | من أعيان الإسكندرية                | 9 أكتوبر 1919             |
| أسعد باسيلي           | سكرتير الغرفة التجارية بالإسكندرية | 15 فبراير 1937            |
| إسكندر عازر           | نائب رئيس المحكمة المختلطة         | 11 فبراير 1946            |
| إسماعيل رمزي          | مدير أسيوط                         | 1 يوليو 1925              |
| ألكسان أبسخرون        | من أعيان أسيوط                     | 5 أبريل 1925              |
| إلهامي حسين           | من أعضاء الأسرة المالكة            | 19 مارس 1942              |
| إلياس جورج أندراوس    | من رجال الصناعة                    | 1 أغسطس 1948              |
| إلياس عواد            | من أعيان القاهرة                   | 26 أغسطس 1936             |
| أمين أنيس             |                                    | 26 مارس 1926              |
| أمين سامي             | من الأعيان                         | 8 نوفمبر 1915             |
| أمين عثمان            | وكيل وزارة المالية                 | 15 فبراير 1937            |
| أمين يحيى             | من أعيان الإسكندرية                | 15 فبراير 1941            |
| إيمانويل مزراحي       | مجلس الخاصة                        | 17 فبراير 1940            |

## ب
| الاسم      | المنصب أو المهنة    | تاريخ الحصول على الباشوية |
| ---------- | ------------------- | ------------------------- |
| بدوي خليفة | وكيل وزارة الداخلية | 11 فبراير 1946            |
| بشرى حنا   | من أعيان أسيوط      | 15 فبراير 1937            |
| بولس حنا   | من أعيان قنا        | 2 أغسطس 1923              |

## ت
| الاسم      | المنصب أو المهنة   | تاريخ الحصول على الباشوية |
| ---------- | ------------------ | ------------------------- |
| توماس راسل | قائد بوليس القاهرة | 9 أكتوبر 1921             |
| توفيق دوس  | وزير الزراعة       | 26 مارس 1925              |

## ج
| الاسم          | المنصب أو المهنة    | تاريخ الحصول على الباشوية |
| -------------- | ------------------- | ------------------------- |
| ج. ف. ج. بيرفس | مدير خفر السواحل    | 9 أكتوبر 1921             |
| جعفر والي      | وكيل وزارة الداخلية | 22 يونيو 1915             |
| جرجس أنطون     | من أعيان القاهرة    | 15 فبراير 1937            |
| جلال فهيم      | وكيل وزارة الأوقاف  | 26 مارس 1936              |

## ح
| الاسم                | المنصب أو المهنة                | تاريخ الحصول على الباشوية |
| -------------------- | ------------------------------- | ------------------------- |
| حافظ عفيفي           | وزير الخارجية                   | 5 أغسطس 1926              |
| حافظ لطفي            | مستشار بمحكمة الاستئناف الأهلية | 7 يونيو 1923              |
| حافظ المنشاوي        | من أعيان الغربية                | 15 فبراير 1937            |
| حامد زكي             | وزير الاقتصاد                   | 6 مايو 1951               |
| حامد سليمان          | وكيل وزارة الأشغال العمومية     | 27 أكتوبر 1951            |
| حامد الشواربي        | من أعيان القليوبية              | 12 سبتمبر 1925            |
| حبيب جريس            | من أعيان الدقهلية               | 1 يوليو 1925              |
| حبيب حنين            | مجلس الخاصة                     | 7 سبتمبر 1941             |
| حسن أنيس             | وكيل وزارة الأشغال              | 20 يوليو 1923             |
| حسن خيري             | من أعيان القاهرة                | 26 أغسطس 1936             |
| حسن رأفت             |                                 | 1 يونيو 1923              |
| حسن سعيد             | من أعيان القاهرة                | 9 أكتوبر 1919             |
| حسن سيد بدراوي       | من الأعيان                      | 21 ديسمبر 1944            |
| حسن شاهين            | أستاذ بمدرسة الطب               | 6 مايو 1951               |
| حسن شعراوي           | من أعيان المنيا                 | 24 مارس 1925              |
| حسن صبري             | وزير المواصلات                  | 26 مارس 1936              |
| حسن فايق             | وكيل وزارة المعارف العمومية     | 11 فبراير 1946            |
| حسن فهمي بسيوني      | رئيس محكمة الاستئناف            | 6 مايو 1951               |
| حسن فهمي رفعت        | وكيل وزارة الداخلية             | 15 فبراير 1938            |
| حسن كامل الشيشيني    | مدير بنك التسليف الزراعي        | 15 فبراير 1937            |
| حسن مظلوم            | مدير منطقة القنال               | 15 مايو 1923              |
| حسن نشأت             | وكيل وزارة الأوقاف              | 26 يونيو 1923             |
| حسين حبشي            | من أعيان البحيرة                | 9 أكتوبر 1921             |
| حسين حسني            | مجلس الخاصة                     | 29 يوليو 1949             |
| حسين سري             | وكيل وزارة الأشغال العمومية     | 26 مارس 1936              |
| حسين عبد الرحيم صبري | مدير الإسكندرية                 | 26 مارس 1925              |
| حسين فريد            | وكيل وزارة الزراعة              | 21 مايو 1941              |
| حسين كامل            | مدير بوزارة الداخلية            | 7 يونيو 1937              |
| حسين محمود عنان      | وكيل وزارة الزراعة              | 11 فبراير 1946            |
| حسين واصف            | مدير الري والصرف بالبحيرة       | 8 نوفمبر 1915             |
| حفني محمود           | وزير التجارة والصناعة           | 11 فبراير 1946            |
| حمد الباسل           | من أعيان الفيوم                 | 19 ديسمبر 1916            |

## خ
| الاسم             | المنصب أو المهنة | تاريخ الحصول على الباشوية |
| ----------------- | ---------------- | ------------------------- |
| خليل إبراهيم صالح | من أعيان أسيوط   | 1 أبريل 1945              |
| خليل ثابت         | من الأعيان       | 25 أكتوبر 1951            |

## ر
| الاسم       | المنصب أو المهنة | تاريخ الحصول على الباشوية |
| ----------- | ---------------- | ------------------------- |
| رشوان محفوظ | مدير المنوفية    | 27 يونيو 1921             |

## س
| الاسم                 | المنصب أو المهنة                          | تاريخ الحصول على الباشوية |
| --------------------- | ----------------------------------------- | ------------------------- |
| سابا حبشي             | وزير التجارة والصناعة                     | 6 مايو 1946               |
| سامي راغب             | وكيل وزارة المالية                        | 11 فبراير 1941            |
| سعيد رمضان            | وكيل وزارة العدل                          | 6 نوفمبر 1950             |
| سليمان سيد سليمان     | مستشار بمحكمة الاستئناف                   | 31 مارس 1937              |
| سليمان عزمي           | أستاذ بمدرسة الطب                         | 15 فبراير 1937            |
| سليمان محمد بلبع      | من أعيان دمنهور                           | 16 سبتمبر 1948            |
| سيد خشبة              | عضو البرلمان، أسيوط                       | 9 أكتوبر 1921             |
| سيد سليم              | وزير                                      | 11 فبراير 1946            |
| سيد عبد الحميد سليمان | أستاذ بمدرسة الطب                         | 15 فبراير 1937            |
| سيد مصطفى             | رئيس محكمة الاستئناف                      | 25 ديسمبر 1944            |
| سيد المنشاوي          | من أعيان الغربية                          | 12 ديسمبر 1949            |
| سيزوستريس سيداروس     | رئيس البعثة الدبلوماسية المصرية في بروكسل | 28 أكتوبر 1930            |

## ش
| الاسم                | المنصب أو المهنة | تاريخ الحصول على الباشوية |
| -------------------- | ---------------- | ------------------------- |
| شمس الدين عبد الغفار | مدير الغربية     | 11 فبراير 1946            |
| شحاتة سيد سليم       | من أعيان السويس  | 1 أبريل 1945              |

## ص
| الاسم           | المنصب أو المهنة            | تاريخ الحصول على الباشوية |
| --------------- | --------------------------- | ------------------------- |
| صادق حنين       | وكيل وزارة المالية          | 20 يونيو 1924             |
| صادق وهبة       | مجلس الخاصة                 | 8 سبتمبر 1923             |
| صالح حمدي       | وكيل وزارة الصحة            | 23 مايو 1944              |
| صالح عنان       | وكيل وزارة الأشغال العمومية | 26 مارس 1925              |
| صالح لملوم      | من أعيان المنيا             | 9 أكتوبر 1921             |
| صالح مصطفى سليم | من أعيان بورسعيد            | 29 مارس 1949              |
| صالح يونس       | مدير المنوفية               | 1 يوليو 1925              |
| صبري الكردي     | وكيل وزارة الأشغال العمومية | 27 أكتوبر 1951            |
| صليب سامي       | وزير التجارة والصناعة       | 28 يناير 1941             |

## ط
| الاسم     | المنصب أو المهنة                 | تاريخ الحصول على الباشوية |
| --------- | -------------------------------- | ------------------------- |
| طاهر محمد | رئيس محكمة الاستئناف بالإسكندرية | 6 مايو 1951               |
| طراف علي  | مدير عام بالسكة الحديد           | 11 فبراير 1941            |
| طه حسين   | وزير المعارف العمومية            | 20 ديسمبر 1950            |

## ع
| الاسم                       | المنصب أو المهنة                  | تاريخ الحصول على الباشوية |
| --------------------------- | --------------------------------- | ------------------------- |
| عادل طوسون                  | من أعضاء الأسرة العلوية           | 16 يناير 1924             |
| عباس أبو حسين               | من أعيان المنوفية                 | 19 مارس 1941              |
| عباس السيد سيد أحمد         | مدير المنيا                       | 11 مايو 1942              |
| عباس كامل الكفراوي          | مجلس الخاصة                       | 8 ديسمبر 1943             |
| عبد الجواد حسين             | وزير الصحة                        | 6 مايو 1951               |
| عبد الحميد بدوي             | مستشار الشؤون القانونية بالخارجية | 9 أكتوبر 1923             |
| عبد الحميد سليمان           | وكيل وزارة الأشغال العمومية       | 25 أبريل 1922             |
| عبد الحميد الشواربي         | من أعيان القليوبية                | 7 أبريل 1951              |
| عبد الحميد عبد الحق         | وزير التموين                      | 14 أغسطس 1949             |
| عبد الحي خليل               | من أعيان الغربية                  | 11 فبراير 1948            |
| عبد الخالق مدكور            | شهبندر تجار القاهرة               | 9 ديسمبر 1916             |
| عبد الرحمن حقي              | وكيل وزارة الخارجية               | 2 يناير 1951              |
| عبد الرحمن حمادة            | من رجال الصناعة                   | 6 مايو 1948               |
| عبد الرحمن رضا              | مستشار بمحكمة الاستئناف الأهلية   | 9 أكتوبر 1920             |
| عبد الرحمن الطوير           | النائب العام                      | 11 فبراير 1941            |
| عبد الرحمن عزام             | الأمين العام لجامعة الدول العربية | 27 ديسمبر 1945            |
| عبد الرحمن علي              | مدير الضرائب                      | 3 سبتمبر 1945             |
| عبد الرحمن لطفي             | من أعيان بورسعيد                  | 10 مارس 1944              |
| عبد الرحمن محمد أحمد مهدي   | من الأعيان                        | 6 مايو 1938               |
| عبد الرزاق أبو الخير        | وكيل وزارة المالية                | 15 فبراير 1937            |
| عبد الرزاق السنهوري         | وزير الأوقاف                      | 11 فبراير 1946            |
| عبد السلام الشاذلي          | مدير البحيرة                      | 23 يوليو 1931             |
| عبد السلام فهمي جمعة        | وزير التجارة والصناعة             | 19 مايو 1936              |
| عبد الشافي عبد المتعال      | وزير المالية                      | 15 ديسمبر 1949            |
| عبد العزيز إسماعيل          | أستاذ بمدرسة الطب                 | 15 فبراير 1937            |
| عبد العزيز أيوب شرارة       | من أعيان القاهرة                  | 6 مايو 1948               |
| عبد العزيز رضوان            | من أعيان الشرقية                  | 2 مايو 1945               |
| عبد العزيز عزت              | وصي على العرش                     |                           |
| عبد العزيز محمد             | وزير الأوقاف                      | 15 فبراير 1937            |
| عبد الفتاح حسن              | وكيل وزارة الداخلية               | 6 مايو 1951               |
| عبد الفتاح صبري             | وكيل وزارة المعارف                | 28 أكتوبر 1930            |
| عبد الفتاح الطويل           | وزير الصحة العمومية               | 12 مايو 1942              |
| عبد الفتاح عمرو             | من الأعيان                        | 20 نوفمبر 1943            |
| عبد القادر أحمد الجمّال      | سَر تجار القاهرة                   | 9 أكتوبر 1920             |
| عبد القوي أحمد              | وزير الأشغال العامة               | 12 ديسمبر 1940            |
| عبد اللطيف طلعت             | مدير بمجلس الخاصة                 | 26 مارس 1942              |
| عبد اللطيف محمود            | وزير الزراعة                      | 6 مايو 1951               |
| عبد الله لملوم              | من أعيان المنيا                   | 17 فبراير 1940            |
| عبد المجيد إبراهيم          | وكيل وزارة الأشغال العامة         | 15 فبراير 1937            |
| عبد المجيد إبراهيم صالح     | وزير المواصلات                    | 11 فبراير 1941            |
| عبد المجيد إسماعيل بركات    | من أعيان البحيرة                  | 21 أبريل 1951             |
| عبد المجيد بدراوي           | وزير الشؤون الاجتماعية            | 11 فبراير 1946            |
| عبد المجيد سيف النصر الريدي | من أعيان ملوي، مديرية أسيوط       | 12 ديسمبر 1944            |
| عبد المقصود أحمد            |                                   | 9 أغسطس 1950              |
| عبد المنصف محمود            | مدير خفر السواحل                  |                           |
| عبد الوهاب طلعت             | مدير بمجلس الخاصة                 | 31 يوليو 1937             |
| عبده نجيم                   | من تجار بورسعيد                   | 15 مايو 1948              |
| عثمان محرم                  | وزير الأشغال العمومية             | 26 مارس 1926              |
| عرفان سيف النصر الريدي      | عمدة ملوي                         | 30 مارس 1925              |
| علي إبراهيم                 | عميد مدرسة الطب                   | 28 أكتوبر 1930            |
| علي إسلام                   | من أعيان بني سويف                 | 30 مارس 1925              |
| علي أمين الشمسي             | وزير المعارف                      | 26 مارس 1926              |
| علي توفيق شوشة              | وكيل وزارة الصحة                  | 26 أبريل 1945             |
| علي ثاقب                    | مستشار بمحكمة الاستئناف الأهلية   | 14 يناير 1924             |
| علي جمال الدين              | مدير الشرقية                      | 22 يونيو 1915             |
| علي حسين                    | مستشار بمحكمة الاستئناف الأهلية   | 26 مارس 1925              |
| علي ذو الفقار               | مدير القاهرة                      | 22 يونيو 1915             |
| علي رشيد                    |                                   | 10 نوفمبر 1949            |
| علي زكي العرابي             | وزير المعارف العمومية             | 19 مايو 1936              |
| علي عبد الرازق              | وزير الأوقاف                      | 6 مايو 1948               |
| علي عبد المجيد عبد الحق     | وزير دولة                         | 16 يناير 1952             |
| علي عبد الهادي              | وكيل وزارة التموين                | 11 فبراير 1946            |
| علي قريع                    | من أعيان المنصورة                 | 7 يونيو 1947              |
| علي ماهر                    | رئيس الوزراء                      |                           |
| علي محمد المنشاوي           | من أعيان الدقهلية                 | 12 ديسمبر 1949            |
| علي الميرغني                | من الأعيان                        | 6 مايو 1937               |
| عمر بركات                   | من أعيان البحيرة                  | 15 مايو 1949              |
| عيسوي حسن زايد              | من أعيان المنوفية                 | 31 مارس 1925              |

## ف
| الاسم              | المنصب أو المهنة              | تاريخ الحصول على الباشوية |
| ------------------ | ----------------------------- | ------------------------- |
| فارس نمر           | من أعلام الصحافة              | 26 أغسطس 1936             |
| فتح الله سلطان     | عضو البرلمان عن المنوفية      | 9 أكتوبر 1919             |
| فؤاد أباظة         | مدير الجمعية الزراعية الملكية | 15 فبراير 1937            |
| فؤاد إبراهيم جرجس  | بلدية الإسكندرية              | 1 أبريل 1945              |
| فؤاد إبراهيم شيرين | مدير منطقة القنال             | 10 مارس 1944              |
| فؤاد أنور          | مستشار بالمحاكم المختلطة      | 3 ديسمبر 1944             |
| فؤاد سراج الدين    | وزير الزراعة                  | 12 مايو 1942              |
| فؤاد سليم حجازي    | من أعيان القاهرة              | 26 أغسطس 1936             |

## ق
| الاسم        | المنصب أو المهنة  | تاريخ الحصول على الباشوية |
| ------------ | ----------------- | ------------------------- |
| قطب عبد الله | من أعيان بني سويف | 9 أكتوبر 1919 م           |

## ك
| الاسم           | المنصب أو المهنة                | تاريخ الحصول على الباشوية |
| --------------- | ------------------------------- | ------------------------- |
| كامل عثمان غالب | وكيل وزارة الأشغال العامة       | 5 أغسطس 1945              |
| كامل الوكيل     | مستشار بمحكمة الاستئناف الأهلية | 3 ديسمبر 1944             |
| كريم ثابت       | من أعلام الصحافة المصرية        | 29 يوليو 1949             |

## م
| الاسم                   | المنصب أو المهنة                          | تاريخ الحصول على الباشوية |
| ----------------------- | ----------------------------------------- | ------------------------- |
| محروس عبد العزيز حبيب   | من أعيان المنوفية                         | 28 مايو 1949              |
| محمد أحمد               | من أعيان الغربية                          | 9 أكتوبر 1919             |
| محمد أحمد فرغلي         | رئيس بورصة الإسكندرية                     | 15 فبراير 1941            |
| محمد أفلاطون            | وكيل وزارة المواصلات                      | 21 يوليو 1919             |
| محمد أنسي               | مستشار بالمحاكم المختلطة                  | 3 ديسمبر 1944             |
| محمد بدراوي عاشور       | من أعيان الغربية                          | 7 أكتوبر 1925             |
| محمد بدير               | من أعيان القاهرة                          | 15 فبراير 1941            |
| محمد بهي الدبن بركات    | وزير المعارف العمومية                     | 15 فبراير 1938            |
| محمد توفيق أحمد         | وكيل وزارة المواصلات                      | 11 فبراير 1946            |
| محمد توفيق الصاوي       | سكرتير مجلس الخاصة                        | 14 أكتوبر 1923            |
| محمد الجندي             | وزير الأوقاف                              | 28 نوفمبر 1951            |
| محمد حافظ رمضان         | وزير دولة                                 | 15 فبراير 1938            |
| محمد حسن الشامي         | تاجر بالإسكندرية                          | 22 أبريل 1948             |
| محمد حسن العبد          | مقاول                                     | 11 فبراير 1948            |
| محمد حسن عشماوي         | مستشار                                    | 11 فبراير 1946            |
| محمد حسن يوسف           | مجلس الخاصة                               | 29 يوليو 1949             |
| محمد حسين هيكل          | وزير دولة                                 | 15 فبراير 1938            |
| محمد حفني الطرزي        | من أعيان أسيوط                            | 19 ديسمبر 1916            |
| محمد حلمي عيسى          | وزير الأوقاف                              | 10 أكتوبر 1930            |
| محمد حيدر               | وزير الحربية                              | 10 أكتوبر 1910            |
| محمد خالد حسانين        | الأزهر الشريف                             | 29 أبريل 1945             |
| محمد ربيع محمد حنفي وفا | رجل اعمال                                 |                           |
| محمد رفعت               | مستشار بوزارة المعارف                     | 6 مايو 1951               |
| محمد زغلول              | رئيس محكمة الاستئناف                      | 15 فبراير 1943            |
| محمد زكي الإبراشي       | وكيل وزارة المالية                        | 26 مارس 1925              |
| محمد زكي عبد الرازق     | من أعيان المنيا                           | 15 فبراير 1937            |
| محمد زكي علي            | مستشار                                    | 25 ديسمبر 1944            |
| محمد سعيد لطفي          | وكيل وزارة الشؤون الاجتماعية              | 7 يونيو 1923              |
| محمد سلطان              | من الأعيان                                | 6 مايو 1951               |
| محمد السيد شاهين        | مدير القاهرة                              | 16 أكتوبر 1941            |
| محمد شرارة              | وكيل وزارة الخارجية                       | 15 فبراير 1937            |
| محمد شريف صبري          | وصي على العرش                             | 26 مارس 1936              |
| محمد صادق جوهر          | وكيل وزارة المعارف العمومية               | 31 يناير 1951             |
| محمد صبحي               | أستاذ بمدرسة الطب                         | 6 مايو 1951               |
| محمد صدقي               | مستشار بمحكمة الاستئناف الأهلية           | 23 مارس 1918              |
| محمد صفوت               | مدير بالداخلية                            | 7 يونيو 1923              |
| محمد صلاح الدين         | وزير الخارجية                             | 6 مايو 1951               |
| محمد طاهر               | من أعضاء الأسرة المالكة                   | 19 فبراير 1922            |
| محمد طلعت حرب           | رجل اقتصاد                                | 23 أبريل 1931             |
| محمد عبد الحميد الدماطي | تاجر بطنطا                                | 10 يونيو 1948             |
| محمد عبد الخالق حسونة   | مدير الإسكندرية                           | 11 فبراير 1946            |
| الأمير محمد عبد المنعم  | من الأسرة العلوية                         |                           |
| محمد عبد الوهاب السباعي | وزير التموين                              | 11 فبراير 1946            |
| محمد عبد الوهاب مورو    | أستاذ بمدرسة الطب                         | 11 فبراير 1946            |
| محمد عزيز أباظة         | مدير مديرية أسيوط                         | 21 نوفمبر 1945            |
| محمد علام               | مدير مديرية أسيوط                         | 12 نوفمبر 1915            |
| محمد علي                | وزير الأوقاف                              | 26 مارس 1925              |
| محمد علي راتب           | وزير التموين                              | 15 ديسمبر 1949            |
| محمد علي سودان          | من أعيان بورسعيد                          | 10 مارس 1944              |
| محمد علي صادق           | رئيس قلم بالخارجية                        | 6 مايو 1951               |
| محمد علي نمازي          | مجلس الدولة                               | 22 مايو 1949              |
| محمد عمرو الدمرداش      | وكيل وزارة الأوقاف                        | 28 نوفمبر 1951            |
| محمد فكري أباظة         | نقيب الصحفيين                             | 22 فبراير 1950            |
| محمد فهمي               | ناظر الخاصة السلطانية                     | 27 سبتمبر 1917            |
| محمد فهمي الناضوري      | عضو بمجلس النواب عن الإسكندرية            | 27 أكتوبر 1926            |
| محمد كامل بنداري        | وزير الصحة العمومية                       | 15 فبراير 1938            |
| محمد كامل الرشيدي       | مستشار                                    | 2 أغسطس 1942              |
| محمد كامل علما          | من أعيان القليوبية                        | 29 يوليو 1925             |
| محمد كامل مرسي          | مستشار                                    | 11 فبراير 1946            |
| محمد كامل نبيه          | وكيل وزارة الأشغال العمومية               | 12 ديسمبر 1940            |
| محمد كتبي               | مفتش بمصلحة السجون                        | 27 يونيو 1921             |
| محمد لبيب عطية          | نائب رئيس مكمة الاستئناف                  | 26 مارس 1936              |
| محمد محرز               | مستشار بمكمة الاستئناف الأهلية            | 23 مارس 1918              |
| محمد محفوظ              | من أعيان أسيوط                            | 8 نوفمبر 1915             |
| محمد محمد حسين          | مدير الإسكندرية                           | 23 مارس 1937              |
| محمد محمد المغربي       | من أعيان بورسعيد                          | 22 فبراير 1949            |
| محمد محمود              | مستشار                                    | 11 فبراير 1946            |
| محمد مختار حجازي        | مدير بالداخلية                            | 23 يوليو 1931             |
| محمد مصطفى              | رئيس محكمة الاستئناف بأسيوط               | 29 أكتوبر 1930            |
| محمد المغازي            | من أعيان البحيرة                          | 21 فبراير 1924            |
| محمد المفتي الجزايرلي   | رئيس محكمة الاستئناف                      | 15 أكتوبر 1949            |
| محمد موسى               | من أعيان المنيا                           | 15 فبراير 1937            |
| محمد نجيب سالم          | مستشار بمجلس الخاصة                       | 3 سبتمبر 1945             |
| محمد نجيب الغرابلي      | وزير العدل                                | 22 فبراير 1924            |
| محمد نيازي أحمد         | مدير مديرية الشرقية                       | 23 يوليو 1931             |
| محمد هاشم               | وزير دولة                                 | 15 ديسمبر 1946            |
| محمد هداية              | مدير السويس                               | 9 أغسطس 1920              |
| محمود الإتربي           | من أعيان الدقهلية                         | 9 أكتوبر 1919             |
| محمود توفيق الحفناوي    | وزير الزراعة                              | 11 فبراير 1946            |
| محمود ثابت              | سفير مصر في طهران                         | 21 ديسمبر 1944            |
| محمود حسن               | رئيس البعثة الدبلوماسية المصرية في واشنطن | 12 ديسمبر 1944            |
| محمود خيري              | من أعضاء الأسرة المالكة                   | 22 أبريل 1925             |
| محمود سامي              | مستشار بمحكمة الاستئناف                   | 15 فبراير 1937            |
| محمود سامي بدراوي       | من أعيان الغربية                          | 31 يناير 1951             |
| محمود سليمان غنام       | وزير التجارة والصناعة                     | 6 مايو 1951               |
| محمود شاكر              | مدير السكة الحديد                         | 26 مارس 1936              |
| محمود شكري              | مدير الأوقاف السلطانية                    | 28 مايو 1919              |
| محمود شوقي              | سكرتير مجلس الخاصة                        | 9 أكتوبر 1925             |
| محمود صادق يونس         | نائب مدير الشرقية                         | 5 أكتوبر 1922             |
| محمود صدقي محمد         | نائب مدير الدقهلية                        | 15 مايو 1923              |
| محمود عثمان الغزالي     | مدير القاهرة                              | 30 ديسمبر 1951            |
| محمود غالب              | وزير العدل                                | 19 مايو 1936              |
| محمود فخري              | وزير الخارجية                             | 11 ديسمبر 1922            |
| محمود فهمي              | وكيل وزارة المواصلات                      | 26 مارس 1936              |
| محمود فهمي علي          | مدير بالجيش                               | 16 أغسطس 1949             |
| محمود فهمي قطري         | مدير الشرقية                              | 5 يناير 1917              |
| محمود فهمي القيسي       | مدير بالداخلية                            | 26 مارس 1925              |
| محمود فهمي النقراشي     | وزير النقل                                | 19 مايو 1936              |
| محمود فهمي يوسف         | رئيس محكمة استئناف أسيوط                  | 15 فبراير 1937            |
| محمود محمد منصور        | النائب العام                              | 14 أغسطس 1949             |
| محمود المرجوشي          | النائب العام ـ المحاكم الأهلية            | 15 فبراير 1937            |
| محمود مقبل              | مدير أسيوط                                | 21 يوليو 1919             |
| محمود نصرت              | مدير البحيرة                              | 9 أكتوبر 1920             |
| محمود يوسف              | وكيل مجلس الخاصة                          | 31 يوليو 1937             |
| محيي الدين محمد بدراوي  | من أعيان الغربية                          | 16 يناير 1951             |
| مختار رسمي              | وكيل وزارة المالية                        | 11 فبراير 1946            |
| مراد سيد أحمد           | وزير المعارف                              | 10 أكتوبر 1930            |
| مراد محسن               | مجلس الخاصة                               | 28 أكتوبر 1930            |
| مراد وهبة               | مستشار بمحكمة الاستئناف                   | 15 فبراير 1937            |
| مرسي محمد بلبع          | من أعيان البحيرة                          | 28 ديسمبر 1944            |
| مرقص سميكة              | من الأعيان                                | 8 نوفمبر 1915             |
| مصطفى صادق              | وكيل وزارة الخارجية                       | 27 ديسمبر 1945            |
| مصطفى صفوت              | مدير بوزارة الصحة العمومية                | 3 ديسمبر 1944             |
| مصطفى علي الهجين        | النائب العام                              | 10 أبريل 1921             |
| مصطفى فتحي              | من أعيان القاهرة                          | 3 يناير 1952              |
| مصطفى فهمي              | مدير الإسكندرية                           | 11 فبراير 1946            |
| مصطفى محمد              | رئيس محكمة الاستئناف                      | 26 مارس 1936              |
| مصطفى النحاس            | رئيس الوزراء                              |                           |
| مصطفى نصرت              | وزير الدفاع الوطني                        | 6 مايو 1951               |
| منصور إسماعيل           | مستشار                                    | 3 ديسمبر 1944             |
| منصور فهمي              | عميد بجامعة فؤاد الأول                    | 28 ديسمبر 1944            |

## ن
| الاسم             | المنصب أو المهنة    | تاريخ الحصول على الباشوية |
| ----------------- | ------------------- | ------------------------- |
| نايف عماد         | من تجار طنطا        | 10 يونيو 1948             |
| نجيب إبراهيم      | وكيل وزارة الأشغال  | 11 فبراير 1946            |
| نجيب إسكندر       | وزير الصحة العمومية | 15 فبراير 1948            |
| نجيب محفوظ        | أستاذ بمدرسة الطب   | 15 فبراير 1937            |
| نخلة جورج المطيعي | وزير المواصلات      | 1 فبراير 1925             |

## و
| الاسم          | المنصب أو المهنة        | تاريخ الحصول على الباشوية |
| -------------- | ----------------------- | ------------------------- |
| واصف بطرس غالي | وزير الخارجية           | 19 مايو 1936              |
| واصف سميكة     | وزير المواصلات          | 6 مارس 1922               |
| وحيد يسري      | من أعضاء الأسرة العلوية | 12 مارس 1942              |
| وليم مكرم عبيد | وزير المالية            | 19 مايو 1936              |

## ي
| الاسم              | المنصب أو المهنة                | تاريخ الحصول على الباشوية |
| ------------------ | ------------------------------- | ------------------------- |
| ياسين أحمد         | رئيس محكمة الاستئناف            | 11 فبراير 1941            |
| يسى أندراوس        | من أعيان قنا                    | 6 مايو 1948               |
| يوسف أصلان قطاوي   | مدير الجمعية الزراعية السلطانية | 23 مارس 1918              |
| يوسف ذو الفقار     | مستشار بمحكمة الاستئناف         | 25 أغسطس 1937             |
| يوسف سمعان صيدناوي | من أعيان القاهرة                | 5 مايو 1941               |
| يوسف كمال          | من أمراء الأسرة العلوية         |                           |